# 彰人
彰人（あきと、本名：西垣 彰人（にしがき あきと）、1987年2月28日 - ）は、日本の男性プロレスラー。DDTプロレスリング所属で、2025年現在は同団体を運営するCyberFightの取締役。愛知県名古屋市出身。血液型O型。

## 所属
- スポルティーバエンターテイメント（2009年3月 - 2013年5月26日）
- DDTプロレスリング（2013年5月27日 - ）

## 経歴
2009年
3月、スポルティーバエンターテイメント入団。
11月23日、Zepp Nagoyaで行われた「愛プロレス博2009 挑戦」にて大谷晋二郎を相手にデビュー。
2010年
3月3日、DDT主催の若手興行「月刊若手通信」に初出場、以降レギュラーに。
5月5日、Zepp Nagoyaで行われた「愛プロレス博2010～キセキ～」にて行われた彰人、影山道雄 vs 大橋篤、塚本拓海のタッグマッチで大橋からギブアップを奪いプロ初勝利。
7月25日、DDT両国国技館大会に出場。
11月10日、大阪プロレスのビリーケン・キッドと対戦。
11月26日、プロレスリング・ノア名古屋大会に参戦。鈴木鼓太郎と組み、KENTA、青木篤志組と対戦。以降、プロレスリング・ノア名古屋大会に準レギュラー参戦する。
12月25日、「愛プロレス博外伝 青柳政司デビュー22周年興行～我が良き友よ～」でアレクサンダー大塚と対戦。
2011年
1月16日、大雪で交通機関も停まる中、スポルティーバ・アリーナでケニー・オメガとのシングルでワンマッチ興行。
5月1日、SMASH名古屋テレピアホール大会に参戦、TAJIRIとシングルで対戦。
5月8日、「愛プロレス博2011～夢～」で念願の男色ディーノとの一騎討ちが実現。同日昼のトリプルテイルズ興行では全日本プロレスの稔（当時）と対戦。
6月25日、決勝戦で杉浦透を下し、名古屋地区の若手レスラー総当たりリーグ戦「若鯱リーグ2011」に優勝。
7月24日、DDT両国国技館大会に出場。
8月～9月、DDT48総選挙に出馬するが、順位は24位に終わる。
11月2日、トリプルテイルズ.S自主興行新木場大会で大阪プロレスの政宗と対戦。
11月27日、DDT後楽園ホール大会で団体内ユニット「ほもいろクローバーZ」の緑メンバーオーディションバトルロイヤルに参戦。グラン浜田、みなみ飛香、福田洋とともに選ばれ、以降ほもクロの正式メンバーとなる。
2012年
3月25日、靖国神社で行われたZERO1主催の奉納プロレスにおいて、6人タッグで長島☆自演乙☆雄一郎と対戦。
4月1日、スポルティーバエンターテイメント所属のまま活動拠点を東京に移す。
5月26日、KAIENTAI-DOJO・REINAアリーナ大会にてTAKAみちのくと対戦。
6月24日、崖のふちプロレス名古屋大会に出場。松本都と対戦。パラパラ対決、プロレス対決を行う。
7月16日、我闘雲舞初参戦。安部行洋と対戦したが時間切れの引き分け。
8月2日、DDTプロレスリング闘うビアガーデンほもいろクローバーZプロデュースデ―にて、メインイベントで出場。火野裕士と対戦。
8月18日、DDTプロレスリング日本武道館大会でアイアンマンロイヤルランブルに出場。
9月26日、天龍プロジェクトに杉浦透の代役として出場。
10月20日、KAIENTAI-DOJO・REINAアリーナ大会 対滝澤大志戦にて、敗れはしたが滝澤の共闘の呼び掛けに応え、KAIENTAI-DOJOに新しい波を起こし活性化を図るべく、ユニット「infinity∞wAve」を結成。
11月13日、KAIENTAI-DOJO後楽園大会にて、滝澤大志と組み、真霜拳號、関根龍一組が所持するSTRONGEST-K TAG王座に挑戦するが、敗れ奪取ならず。
2013年
2月9日、KAIENTAI-DOJOが主催するBO-SOゴールデンタッグトーナメント大会に滝澤大志と組み出場。1回戦でリッキー・フジ、TAKAみちのくと対戦し撃破。
2月17日、DDTプロレスリング後楽園大会にて、坂口征夫のパートナーとして抜擢され、新日本プロレスの獣神サンダー・ライガー、高橋広夢組と対戦する。
2月24日、KAIENTAI-DOJOBO-SOゴールデンタッグトーナメント準決勝で火野裕士、稲松三郎組、決勝戦で真霜拳號、関根龍一組を撃破しBO-SOゴールデンタッグトーナメント優勝。
5月26日、スポルティーバ名古屋大会「愛プロレス博2013」で、男色ディーノと対戦。試合終了後、DDTへの移籍を発表した。
2014年
4月29日、後楽園ホール大会で初のKO-D無差別級選手権に挑戦するもKUDOのダイビング・ダブルニードロップに敗北。
5月4日、師匠である男色ディーノ・大石真翔から別れ新たな道に進むことを宣言する。その後HARASHIMAとヤス・ウラノの3人でスマイルスカッシュを結成する。
2017年
3月25日、横浜ラジアントホール大会でスマイルスカッシュを脱退。後に竹下幸之介と結託。
2019年
10月、DDTの女性限定興行「BOYZ」のプロデューサーに就任。
2020年
9月より、DDTとプロレスリングNOAHの経営統合に伴い設立される新会社、株式会社CyberFightの取締役副社長に就任する。
2024年
CyberFightの体制変更に伴い、同社取締役となる。

## 得意技
キン肉大移動
相手をキン肉バスターの体勢に担ぎ上げてからスパインバスターの形で落とす技。
フラミータのレタドールからインスパイアされた、2014年より使用し始めた新フィニッシャー。
名称の元ネタは「ハイスクール!奇面組」の一堂零の特技からで、ドロップキックで技を一緒に考えていた木高イサミが命名。フィッシャーマンスープレックスの体勢から決める別バージョンもある。
キン肉大断裂
相手をキン肉バスターの体勢に担ぎ上げてから前方に倒れ込みつつ相手を膝から落とす。
ハナマサ
TAKAみちのくのみちのくドライバーβ、YAMATOのギャラリアと同型。初披露の際、速報では「ギャラリア」と発表されたが、後にこの技名での公式発表となる。
技名はYAMATOがギャラリアを遠征先にあったスーパーマーケットより命名したことに倣い近所のスーパーより命名。
デスバレーボム
サモトラケのニケ
田口隆祐の「どどん」の要領で持ち上げ、顔からではなく膝から落とす。技名は同名の彫刻からで、こちらもイサミが命名。
俵投げ
サイド・スープレックス。担いだ際に客にコールを煽る。
ゴライアス・バードイーター
岩佐拓が用いていた首と両腕両脚を同時に極める複合ジャベ。KING OF DDTトーナメント2020において観客の前で初披露。
完成形から更に唇を極めると口の呼吸　参ノ型　口付け、両脚と片腕を極めた状態でエビ固めに移行するとゴライアス・バードウォッチングとなる。
完璧足4の字固め
足4の字固めから相手の両腕をホールドする。丸藤正道のアドバイスにより開発。
完璧エビ固め
相手の片腕と片足を両手で、もう片足と片腕を両足でクラッチするエビ固め。相手は開脚した状態で押さえ込まれる。
トライアングル・スコーピオン
MAO殺し
トスアップ式ニー・アッパー。セザーロのスーパー・アッパーカットにヒントを得た技。T-Hawkのアギラと同型。かつてMAOがこの技で顎を骨折している。
アンクルホールド
サソリ固め
Ⅳニーロック
各種ニークラッシャー
彰人の戦略の要。ドラゴン・スクリューや足横須賀他、数十種類の膝殺し技を使用する。
マジック・ドラゴンスクリュー
複数の相手に対して片足を脇に抱え込ませる形で数珠つなぎにし、末端の相手にドラゴン・スクリューを仕掛けて繋がった相手全員を投げ飛ばす。
各種スープレックス

## 入場曲
- Hero's Come Back!!（nobodyknows+）

## タイトル歴
DDTプロレスリング
- KO-D6人タッグ王座
  - 第31代（パートナーは竹下幸之介&ディエゴ）
  - 第34代（パートナーは竹下幸之介&勝俣瞬馬）
  - 第37代（パートナーは竹下幸之介&飯野雄貴）
  - 第42代（パートナーは平田一喜&翔太）
  - 第55代（パートナーはHARASHIMA&ヤス・ウラノ）
- KO-D8人タッグ王座
  - 第5代（パートナーは谷津嘉章＆大和ヒロシ＆中村圭吾）
- DDT EXTREME級王座（第30代、第32代、第45代）
- アイアンマンヘビーメタル級王座（第931代、第992代、第1519代）

新北京プロレス
- 大中華統一中原タッグ王座

KAIENTAI DOJO
- BO-SOゴールデンタッグトーナメント優勝
  - 2013年（パートナーは滝澤大志）

スポルティーバエンターテイメント
- 若鯱リーグ戦優勝（2011年）

## エピソード
- レスリングの名門である霞ヶ浦高校ではレスリングに励んでいたが、卒業後一旦格闘技から離れる。しかし、たまたま見た男色ディーノの試合映像からプロレスへの興味を取り戻し、地元のスポルティーバエンタテイメントに入団、初の生え抜き選手としてのデビューに至る。
- レスリング部時代には全日本ジュニアレスリング選手権大会カデット部 63キロ級で2位になっている。
- 高校卒業後は愛知淑徳大学に入学し、心理学を専攻していた。
- 地元・名古屋ではプロレスリング・ノア等にも出場していたが、東京での主戦場はDDTプロレスリング（月刊若手通信から本隊興行を経て所属に）。男色ディーノ率いるほもいろクローバーZにも緑のメンバーオーディションを経て加入。
- 所属していたスポルティーバエンターテイメントでは「水曜カレープロレス（仮）」という興行が毎週行われていたが、彰人はカレー嫌いで知られる（外部リンク先スポルティーバエンターテイメント公式サイトの選手紹介参照）。
- オーディションに5週勝ち抜いて中京テレビ「サタメン!!!」に約1年間出演していた。また、モデル活動も行っており、情報誌「東海ウォーカー」内の企画「日帰り（旬）ドライブ」のレギュラー出演していた。
- トリプルテイルズ興行にもほぼ毎回参戦、我闘雲舞にも定期的に参戦していた。
- 男色ディーノを尊敬しているが彰人本人はゲイではない。
- 2017年6月より、DDTの飲食店グループが経営する新宿区歌舞伎町にあるプロレス&スポーツBarドロップキックの店長を務める。（木高イサミより引き継ぎ四代目店長）